# شیرو کیکوهارا
شیرو کیکوهارا (به انگلیسی: Shiro Kikuhara) بازیکن فوتبال اهل ژاپن و عضو تیم ملی فوتبال ژاپن است که در تاریخ ۲۹ ژوئیه ۱۹۹۰ میلادی اولین بازی ملی‌اش را انجام داد. او در ۵ بازی ملی حضور داشت و آخرین بازی ملی خود را در تاریخ ۱ اکتبر ۱۹۹۰ میلادی انجام داد. شیرو کیکوهارا در بازی‌های ملی‌اش
گلی به ثمر نرساند.